# Ореховодство

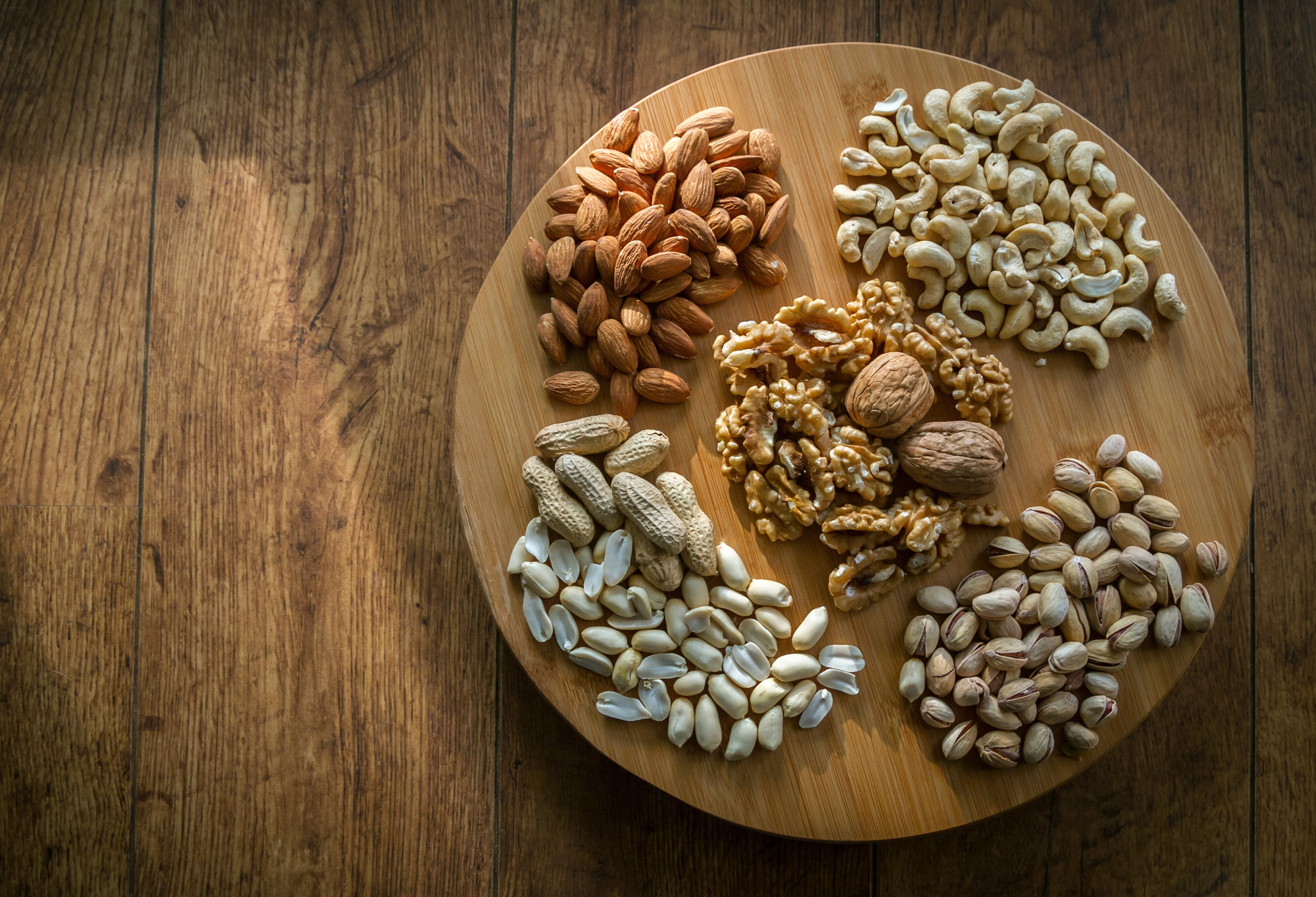
Плоды некоторых орехоплодных растений

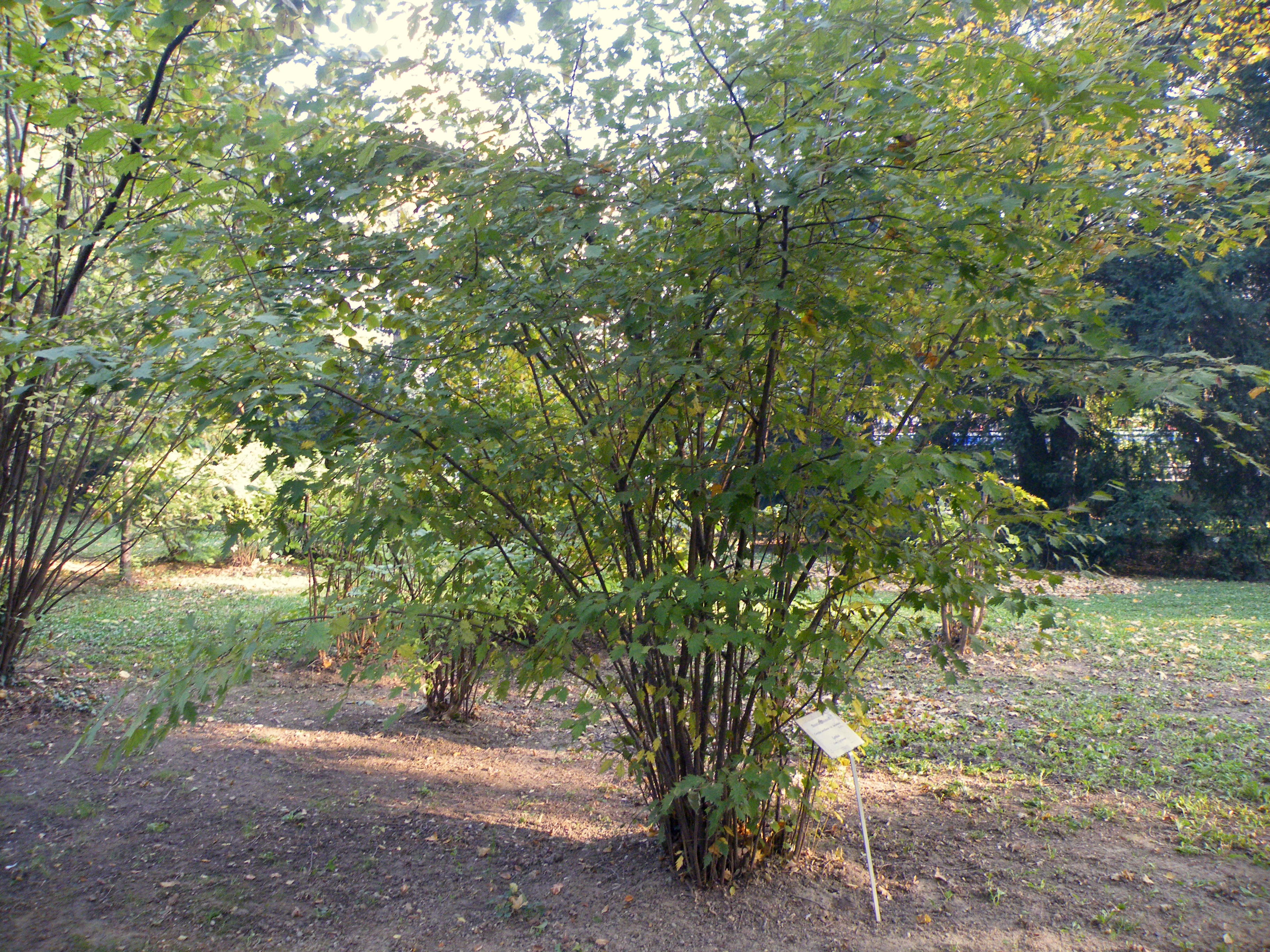
Деревья лещины обыкновенной (Corylus avellana)

Орехово́дство — отрасль растениеводства в сельском хозяйстве, занимающаяся выращиванием орехоплодных хозяйственных культур (преимущественно деревьев или кустарников) с последующим сбором плодов урожая.

## Сельскохозяйственные культуры

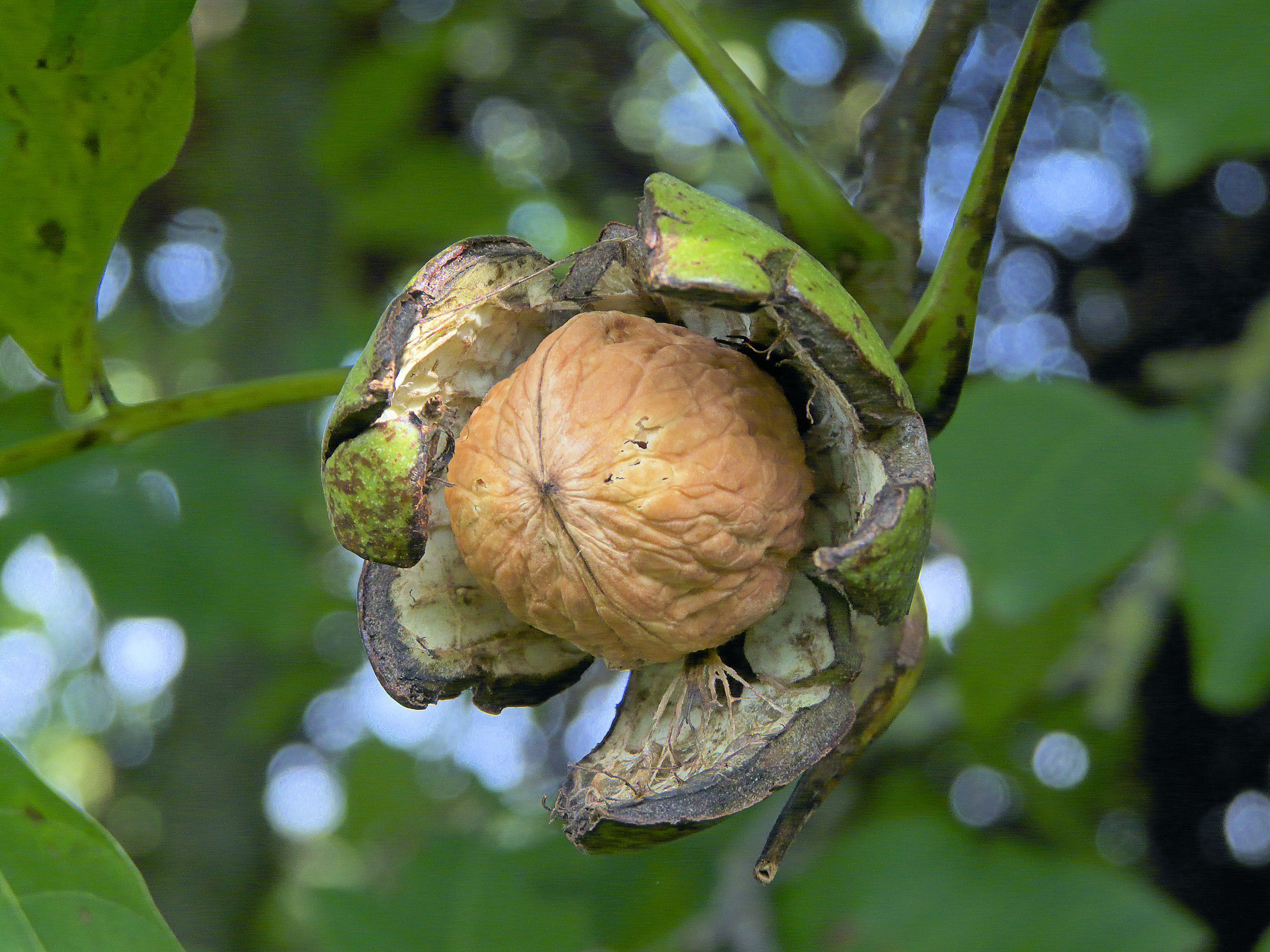
Плод грецкого ореха

Среди направлений ореховодства можно выделить выращивание с последующим сбором плодов фундука (лещины), грецкого ореха, фисташки, сладкого миндаля, каштана, арахиса, кешью и другие.

## Ореховодство в России
Ореховодство в Российской Федерации представлено выращиванием его на территории Северного Кавказа, Краснодарского края и частично — в Ставрополье.

## Выращивание

### Грецкий орех
Грецкий орех — произрастает почти на всех типах почв (негодными к возделыванию грецкого ореха являются засоленные и заболоченные  почвы). Требователен к теплу и хорошей освещенности. Корни глубокие, жилистые.
При возделывании плоды необходимо подбирать качественно, следует выбирать орехи, самостоятельно выпавшие из околоплодника. После непродолжительной сушки плодов на солнце (1-2 дня) и досушивании в тени плоды стратифицируют во влажном песке сроком на 90 дней при средней температуре, равной 70°C.

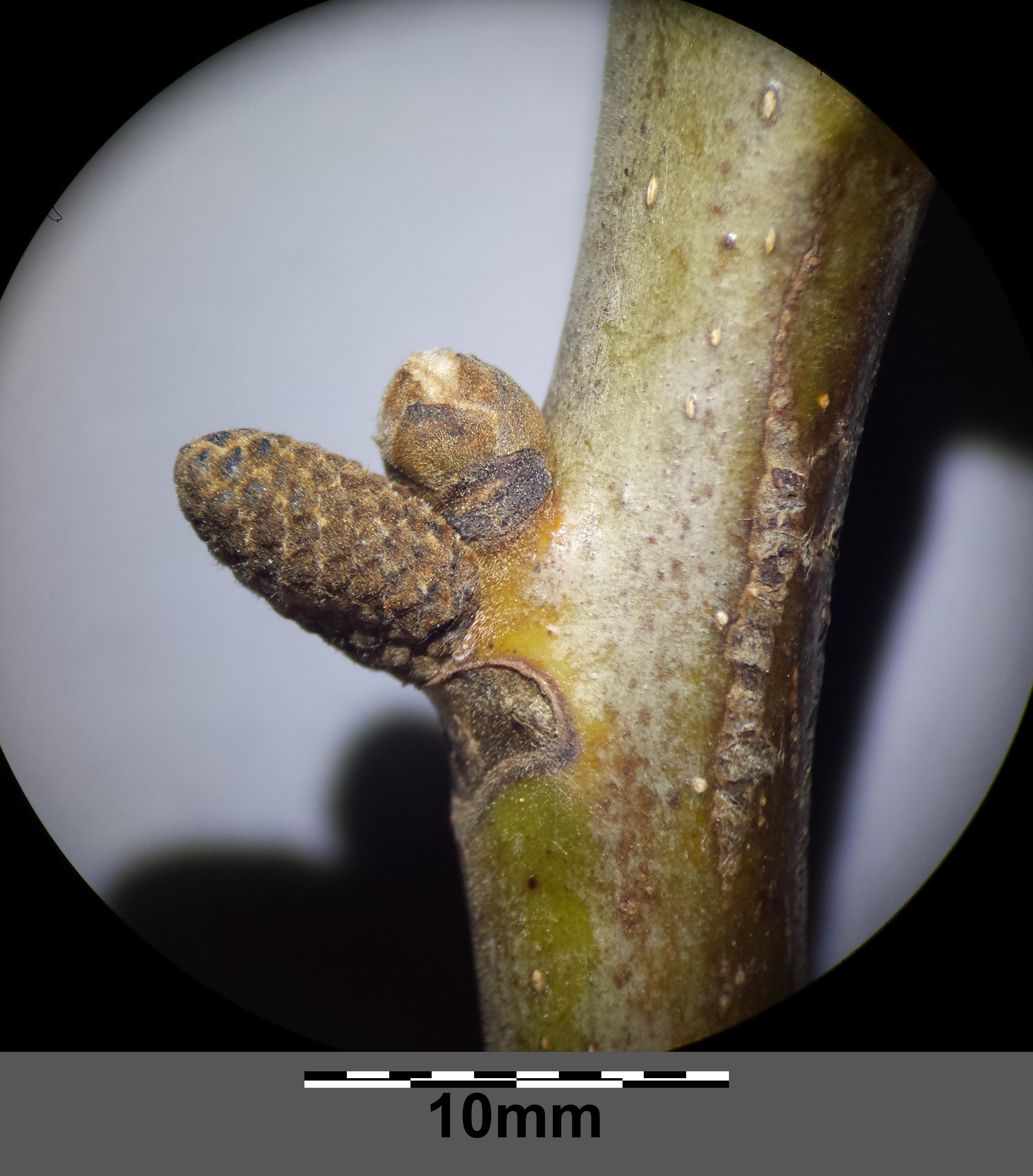
Пазуха на побеге грецкого ореха

Можно обойтись и без стратификации: при посадке орехов осенью, то ростки появятся ближе к концу мая, при посадке весною (вторая половина мая) — примерно через 10 дней после посадки. Следующей весной необходимо пересадить саженцы в другой участок. Вскоре побеги следует прививать методом черенкования (ибо плоды не сохраняют в большинстве случаев материнские признаки). Ориентировочно грецкий орех становится плодоносным на 5-10 год жизни. Созревание плодов приходится на конец осени.

### Фундук (Лещина)
Основными факторами для произрастания данной культуры являются наличие влажности земельного участка и защищенности от ветра.

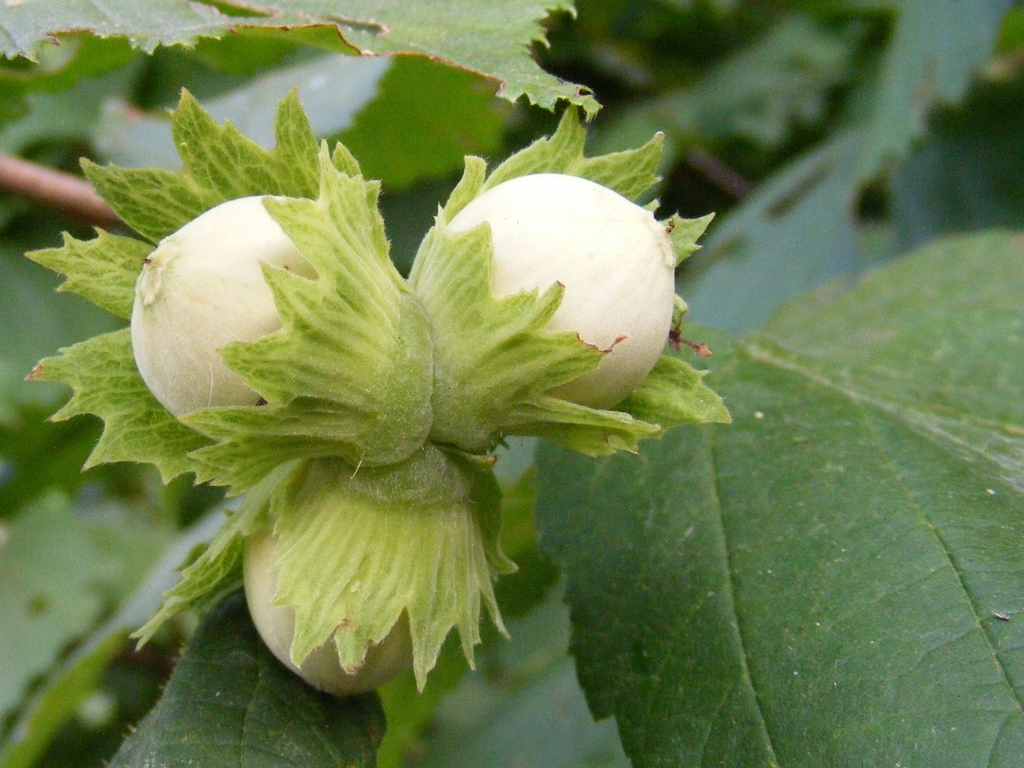
Плоды лещины в период созревания

В плане выбора почвы для посадки необходимо сажать саженцы фундука на богатую питательными веществами и микроэлементами почву с хорошей влагопроницаемостью. Наиболее удачным временем для посадки является осенний период (посаженные весной саженцы слабо приживаются ввиду короткого периода покоя). Сажают рядами с расстоянием 5-6 метров между соседними кустами.
После посадки необходимо часто поливать водой, также не помешает дополнительное рыхление на первых порах выращивания. Приносить плоды фундук начинает на третьем году роста.